# Larry Doby
Lawrence Eugene Doby (ur. 13 grudnia 1923, zm. 18 czerwca 2003) – amerykański baseballista, który występował na pozycji środkowozapolowego.
Karierę rozpoczął w 1942 w zespole Newark Eagles, występującym w Negro National League. W latach 1943–1945 służył w U.S. Navy. W 1946 wystąpił w Negro World Series, w których Eagles pokonali Kansas City Monarchs 4–3. W lipcu 1947 został pierwszym Afroamerykaninem w American League, podpisując kontrakt z Cleveland Indians.
W Major League Baseball zadebiutował 5 lipca 1947 w meczu przeciwko Chicago White Sox na Comiskey Park jako pinch hitter. W sezonie 1948 zagrał we wszystkich meczach World Series, w których Indians pokonali Boston Braves 4–2; w meczu numer 4 po piłce narzuconej przez Johnny'ego Saina, zdobył home runa jako pierwszy Afroamerykanin w World Series. W 1949 po raz pierwszy wystąpił w All-Star Game. W sezonie 1952 zdobył najwięcej w American League home runów (32), runów (104) i uzyskał najlepszy wskaźnik slugging percentage (0,541). 4 czerwca 1952 w meczu przeciwko Boston Red Sox zaliczył cycle jako czwarty zawodnik w historii klubu.
W 1954 zwyciężył w lidze w klasyfikacji pod względem liczby zdobytych home runów (32) i zaliczonych RBI (126), a w głosowaniu do nagrody MVP American League zajął 2. miejsce za Yogim Berrą z New York Yankees.
W październiku 1957 w ramach wymiany zawodników przeszedł do Chicago White Sox, w którym grał przez 3 sezony. W grudniu 1957 został zawodnikiem Baltimore Orioles, jednak przed rozpoczęciem sezonu 1958 został oddany do Cleveland Indians. W 1959 grał w Detroit Tigers i ponownie w Chicago White Sox. Zawodową karierę zakończył w Chunichi Dragons z Nippon Professional Baseball, w którym występował w sezonie 1962. W późniejszym okresie był między innymi trenerem pałkarzy w Montreal Expos i menadżerem Chicago White Sox.
W 1988 został uhonorowany członkostwem w Baseball Hall of Fame, ponadto 17 grudnia 2018 - w uznaniu jego osiągnięć i wkładu w amerykańską ligę lekkoatletyczną, prawa obywatelskie oraz siły zbrojne podczas II wojny światowej - został mu pośmiertnie nadany Złoty Medal Kongresu (Congressional Gold Medal) - jednym z najwyższych odznaczeń cywilnych w Stanach Zjednoczonych.
| Nagroda/wyróżnienie            | Lata                                     | Źródło |
| 7× All-Star                    | 1949, 1950, 1951, 1952, 1953, 1954, 1955 | [ 4 ]  |
| Zwycięzca w World Series       | 1948                                     | [ 5 ]  |
| Zwycięzca w Negro World Series | 1946                                     | [ 3 ]  |
| Baseball Hall of Fame          | od 1988                                  | [ 7 ]  |
| #14 zastrzeżony przez Indians  | 1994                                     | [ 9 ]  |